# Ливингстон (Монтана)
Ливингстон (енгл. Livingston) град је у америчкој савезној држави Монтана.

## Демографија
По попису из 2010. године број становника је 7.044, што је 193 (2,8%) становника више него 2000. године.
| Група             | 2000.         | 2010.         |
| Белци             | 6.514 (95,1%) | 6.667 (94,6%) |
| Афроамериканци    | 21 (0,3%)     | 6 (0,1%)      |
| Азијати           | 34 (0,5%)     | 21 (0,3%)     |
| Хиспаноамериканци | 148 (2,2%)    | 175 (2,5%)    |
| Укупно            | 6.851         | 7.044         |